# Renée Chevalier
Pour les articles homonymes, voir Chevalier.
Renée Chevalier née à Cap-Chat en 1955 et morte le 20 mars 2025 à Montréal est une peintre, graveuse et plasticienne québécoise.

## Biographie
Renée Chevalier est diplômée en peinture et gravure en 1979 à l'Université du Québec à Montréal. Elle obtient une maîtrise en peinture sous la direction de Pierre Ayot en 1988,,. Elle fait entre-temps un stage de perfectionnement en lithographie au Centre Banff (en) en 1982.
Elle compte des expositions individuelles dont Stigmate II à la galerie Art Mûr à Montréal et la galerie d'art de Matane en 2010 de même que plusieurs expositions de groupe. Depuis 2014, elle a participé à l'événement international d'estampe numérique (éditions 9, 10, 11 et 12) organisé par le centre d'artistes Voix Visuelle, à Ottawa. En 2016 et 2017 elle participe au Small Print International en collaboration avec le Leicester Print Workshop au Royaume-Uni et à The International Contemporary Miniprint of Kazanlak en Bulgarie qui lui décernera en 2017 le premier prix dans la catégorie impression numérique expérimentale. En janvier 2018 elle participe à l'exposition Portrait 2018 au Musée CICA de la Corée du Sud. Au printemps 2018, elle a une exposition solo à la Maison de la culture de Pointe-aux-Trembles et participe au Tokyo International Miniprint 2018, Tama Art University Museum au Japon. En 2019, elle participe à 2 expositions collectives : le Mini Print Internacional de Cadaqués (es), et le la Biennale globale de l'imprimé du Douro.

## Démarche artistique
Dès 1984 lors de sa première exposition en solo intitulée Le journal de la rose, Renée Chevalier affirmait déjà les bases de son langage qui allaient revenir ponctuellement au cours de son développement artistique. La série Stigmate présentée à la galerie Art Mûr à Montréal, marqua pour cette artiste, l’aboutissement des recherches formelles et iconographiques qui guident encore aujourd’hui, sa pratique. Les matériaux délicats et luxueux, réputés « féminins », tels que la tapisserie, la dentelle, le tulle, les perles et les roses ainsi que les thèmes iconographiques religieux, la stigmatisation plus précisément, resurgissent régulièrement dans son travail. On les retrouve notamment dans les expositions individuelles présentées à la Galerie Verticale à Laval intitulées respectivement As-tu aimé? Ou l’Annonce faite à Marie et Relique et reliquat de même que dans de récentes expositions de groupe avec la nouvelle série intitulée : Pas de deux – corps et âme. L’iconographie explore des questions d’identité relatives au corps souffrant, stigmatisé ou sans vie. Les dimensions universelle et curative contenues dans l’œuvre de Renée Chevalier placent au rang des images porteuses d’espoir et de fascination que sont les amulettes ou les talismans et qui servent à stigmatiser la maladie et la souffrance. L’artiste suggère davantage l’idée d’une réconciliation avec la condition humaine et ses souffrances, que celles de fragilisation ou de sanctification.
La recherche anatomique de Chevalier « répond à son désir de questionner l’identité humaine ». Pour Jean De Julio-Paquin, les corps représentés par Chevalier sont communicatifs et suscitent l'émotion.

## Musées et collections publiques

### Canada
- Banque d'art du Conseil des arts du Canada[2],[13]
- Musée d'art contemporain de Montréal [2]
- Musée national des beaux-arts du Québec, Québec[14]
- Écomusée du fier monde[15]